# ۹۲۹ (میلادی)
۹۲۹ (میلادی) نهصد و بیست و نهمین سال تقویم میلادی است.

## درگذشتگان
‎